# ママは同級生
『ママは同級生』（ママはどうきゅうせい）は、あづまゆきによる日本の漫画作品。『ヤングチャンピオン』（秋田書店）にて、2008年No.2から月1回掲載され、2011年No.14まで連載された。単行本は全4巻。サブタイトルは漢字2文字である。

## あらすじ
高校2年生の如月遼は幼い頃に母・如月百合を亡くし、現在は医師である父・如月鷹之と2人暮らしであるが恋人の朝倉遥や友人の徳田秀一の存在もあって、平穏な日々を過ごしていた。
そんなある日、鷹之が再婚相手を連れてくる。その再婚相手はクラスメイトの今井結花。幼い頃に両親を亡くした結花にとって、主治医の鷹之は家族同然の存在だったが百合が亡くなった後、彼女の分まで鷹之を支える決意をし、鷹之もそれを受け入れたのだった。
こうして、クラスメートが継母という遼の奇妙な新生活が始まり、戸惑いながらも遼は結花を受け入れていき、結花は遥と秀一とも親しくなる。しかし、結花が遼の継母であることは2人には秘密にしたままであり、結花は身体の弱さから時折発作を起こすことも悩みの種であった。
後輩の緒方レオに結花との同居を知られたことがきっかけで遼は遥に真実を告げることにするが、その直前、鷹之が病死してしまう。鷹之の葬儀を終えた後、遼と結花は一緒に遥に伝えることにするが行き違いから結花1人で真実を告げた結果、遥は結花への嫉妬から遼と別れることにする。それにより、結花は心労と罪悪感で起きた発作で倒れてしまう。
結花は辛うじて、一命を取り留め、遼と遥は和解したが自分のせいで2人を一度は引き裂いてしまったことを悔いる結花は如月家を離れ、療養所で暮らそうとする。そんな結花を遼は遥と秀一、レオも加えての新たな如月家に受けいれ、結花と遥も和解するのだった。

## 登場人物
如月遼（きさらぎ りょう）
本作の主人公。高校2年生。
基本的には良識人だが能天気な面もある。
母・百合は小学5年生のころに他界し、父・鷹之は医者で忙しい為、実質一人暮らし状態だったが同級生の結花が“母親”として一緒に住むことになったことで生活は一変。結花とは小学校5年生のときに父親に会いに来た際に一度だけ会ったことがあるが本人にその記憶はなく、結花が見せてくれた鷹之のアルバムを見せられても記憶は曖昧だった。
同級生の結花が継母になったことに戸惑いながらも段々と受け入れていくが結花が継母であることは恋人の遥にも隠している為、遥に申し訳なさを感じている。その為、アルバイトで金を稼ぎ、2学期になってからはアパートを借りて、一人暮らしを始めるようになり、遥にも真実を伝える決意をする。しかし、真実を伝えようとした矢先に鷹之が亡くなった為に伝えることができず、鷹之の葬儀後に結花と共に真実を伝えることにするが気持ちが先走ってしまい、1人で遥の下に向かう。遥は留守であり、レオから遥が如月家に向かったことを知らされ、自宅に戻る途中に結花から真実を聞かされた遥と会うが遥から別れを言い渡されてしまう。それでも遥への想いは変わらず、遥からも完全に拒絶されていたわけではなかった為、遥と和解し、元の鞘に戻ることができた。
鷹之が亡くなったことをきっかけに結花を母親として認め、「二度と病院暮らしはさせない」と決意し、実家に戻り、如月家に同居した遥と秀一と共に結花を出迎えた。
新生如月家では家計を支える大黒柱となる。
今井結花 / 如月結花（いまい ゆか / きさらぎ ゆか）
本作のヒロイン。遼のクラスメイト。
12月24日生まれ。血液型はO型。趣味は読書。好きな食べ物は和食。苦手な食べ物は炭酸飲料。バストはF。試着すると即決するタイプ。
幼い頃に両親を亡くし、自身も病気を患い、長い間、病院生活を送っていた。主治医である鷹之が妻・百合を亡くした際、鷹之を支える決意をし、高校2年生に進級後、鷹之の後妻となり、同級生の遼の継母にもなる。
おとなしい性格だが芯は強く、天涯孤独だったこともあってか家族に対する想いも強い。病気は治ってはいるが身体が弱い為、発作を起こすことがあり、寝汗をかくので毎朝シャワーを浴びるのを日課にしている。学校内や遥たちと行動を共にする際は目立たないようにする為、眼鏡をかけて、髪は基本的に三つ編み。学業は英語を初め、成績優秀だが体育は休むこともある。
遼の母親としての自覚もあり、鷹之の後妻にして遼の継母でもあることは遼と鷹之以外には秘密にしていることもあって、遼とその恋人の遥への配慮も欠かさない。だが、家族への思いの強さから遼がアパート暮らしを始めることにした際には「家族は一緒にいたほうがいい」と遼を軽蔑するような発言をしてしまった。
鷹之の死後、喪主を務め、鷹之の死から葬儀を終えるまで自身の感情に蓋をし、葬儀を終えて帰宅後、遼の言葉で蓋を解き放ち、遼の胸で号泣。その後の遼との会話で母親として認めてもらえた。しかし、遼が遥から離れていくことを危惧し、2人の仲を壊してはいけない一心から遥に連絡を取り、真実を話すことにする。本来なら遼と一緒に告げるはずだったが、それを伝える前に遼が1人で遥の家に向かってしまい、その入れ替わりに遥が訪れ、遥の願いもあり、1人で真実を伝える。その結果、遥から遼を拒絶することを告げられ、遥への説得も効果がなく、遥は帰宅。その直後に遼と遥を破局させることになった報いのごとく起きた発作で倒れてしまう。一命を取り留めた後、遼から遥と仲直りしたことを知らされるが罪悪感から如月家を出て療養所に行こうとする。遼と如月家の家族になった遥と秀一による支えも一度は断るが自身を病人ではなく、役割を持った家族として迎え入れてくれたことで考えを改め、遥とも和解を果たした。遼と遥を破局させかけたことへの贖罪も込めて、息子・遼とその恋人で将来の娘となる遥を如月家で見守っていく。
新生如月家では料理係を担当。また、遥と秀一の家庭教師も行う。
『SCHOOLMATE Kiss』には彼女と同姓同名の教師が登場するが世界観を共有した同一人物かは不明。
朝倉遥（あさくら はるか）
本作のもう1人のヒロイン。遼のクラスメイトで恋人。テニス部所属。
遼が父子家庭であることに同情したことが元で遼と交際を始めた。献身的でしっかり者なムードメーカー。
結花が遼と共に如月家に入っていく姿を目撃したことから、遼と結花の関係を疑うようになる。一度は結花の虚実を交えた説明で落ち着くがレオから結花が遼と同棲している事を教えられたことで再び疑念に駆られるようになり、鷹之の喪主を彼の患者にすぎないはずの結花が務めたことから結花が遼の養母ではないかと考え、結花から真実を伝えられたことで予感は的中したことになった。
遼と同居している結花への嫉妬から自棄気味となり、結花に皮肉を告げ、遼にも別れを言い渡してしまうが秀一の説得や結花が発作で倒れたことで自身の行き過ぎた行動を反省。遼が本当に自分のことを想ってくれていることを知ったこともあり、遼と仲直りする。その後、如月家での同居生活を開始し、結花に「私が如月家に住むのもわがままなのでおあいこ」と結花を許し、和解。結花を母親としても見るようになる。
新生如月家では料理以外の家事を担当すると共にバイトも始める。
徳田秀一（とくだ しゅういち）
遼のクラスメイトにして友人。体育委員を務める。
調子の良い性格で女性の着替えや入浴を覗いたり、出先ではじけすぎて風邪を引いたりする等、トラブルメーカーな面もある反面、気配り上手。劇中には登場しないが家族は多い。一緒のクラスになった結花に恋心を抱く。
遥を通じて結花が遼の養母でもあることを知った後、遼を拒絶した遥を説得し、話し合うために如月家を訪れた際に発作で倒れた結花を発見したことで結花の命を救い、真実を隠していた遼に対しては一発殴ったことで許した。遼・結花・遥の3人のために自身も含めて、一緒に如月家に住むことを提案。結花への恋心がどうなったかは不明。
新生如月家では遼と共に大黒柱を務める。
如月鷹之（きさらぎ たかゆき）
遼の父親。職業は医者で結花が幼い頃からの主治医。
妻・百合を亡くして傷心状態にあったが結花に支えられる。その縁から結花と再婚。結花のことで遼に苦労をかけていることに申し訳なさを感じてはいるものの結花への愛から遼を非難することも少なくはなかった。
実は病気を患っており、家族の間では妻の結花だけが知っていると思われたが遼も気付いており、結花によると遼に病気のことを伝えなかったのは息子の自立を願ってのことだったという。結花との結婚を早めたのも病気のためであり、病気のせいで結花との性行為も出来なかった。奇しくも遼が自立のために一人暮らしを始めた直後に病死。喪主は最期を看取ってくれた妻・結花が務めた。
結花の主治医は別の医師に引き継がれたが緊急入院した結花の治療を担当した男性医師が新しい主治医だったかどうかは不明。
如月百合（きさらぎ ゆり）
遼の母親。遼が小学5年生のころに亡くなったために現在は故人。遼と鷹之の回想内と単行本の追加エピローグで描かれた写真内のみの登場。
百合が亡くなってから間もないころに遼は一度だけ会ったことのある結花に亡き母の面影を重ねた（実際は結花と百合は容姿が異なるが）こともあった。結花は百合と会ったことはないが百合には敬意を払っており、鷹之が結花と一緒にいる時間を増やすために、病院に近い家に引っ越そうと考えた際には「あの家には百合さんの想いがたくさん詰まっています」と鷹之の引っ越し案に反対したこともあった。
結花視点で描かれた旧如月一家が写った写真が単行本追加エピローグのラストを飾っている。
ミラクル
鷹之が勤務する病院の前に捨てられていた子猫。鷹之が拾い、結花が名前を付けた。
結花と出会ったホテルで部屋の中にカードキーを落としてしまった結花に部屋の中からカードキーを渡すという奇跡を起こしたことから、ミラクルと名付けられる。結花が療養所暮らしを考えたとき、一緒に連れて行こうとした。
月野（つきの）
遼のバイト先であるドーナツショップの店員の女性。
遼のアパート探しに協力した。尚、結花が遼の恋人だと勘違いしている。
緒方レオ（おがた レオ）
結花たちと同じ学校に通う高校1年生の少女。
遼が引っ越したアパートの隣のアパートで一人暮らし。不良っぽい少女でクラスでも特に友人を作っていない。ぶっきらぼうだが心根は優しい。彼氏の手で局部にタトゥーを付けているが、その彼氏は浮気性でそのことを知りながらも離れられない状態にあり、男性不信となっている。
結花たちとはミステリーツアーで知り合う。後日、遼と結花が同棲していることを知り、事情を知らないとはいえ、遼を二股呼ばわりし、遥にもそのことを伝える。彼氏にセクハラ行為をされかけた際に遥に助けられた後、結花からの電話を受けた遥を如月家に送り出し、遼から真実を聞かされた際にも半信半疑ながらも遼を遥の下に送り出した。互いを思いやる遼と遥の姿を見て彼氏と別れる決意をし、遼から同居の提案を聞かされた後、自身も如月家に同居するために如月家を訪れたシーンで本誌連載分は終了。
単行本の追加エピローグでは「遼が浮気をしないかどうかを見届ける」という理由で如月家に加わり、遥と共にドーナツショップでバイトを始めることになった。遥とは口論してばかりであるが遥から遼がタトゥーを消してくれる病院を探してくれたことを教えられた際は礼を言った。
レオの彼氏
レオが交際している男性。本名及び職業は劇中では明かされなかったがレオよりも年上な印象を持つ。
レオにタトゥーを付け、「2人の絆の証」だとレオに告げるが実際にはレオ以外の女性とも多く交際している。嫌がるレオにセクハラ行為を行い、やめさせようとした遥にもセクハラ行為を働こうとするが遥が防犯ベルを鳴らしたことでその場を立ち去る。
遥の母
遥の母親。本名不明。
遥に拒絶された遼が訪れた際、事情は聞かず「お互いが愛し合っていれば、どんな困難も乗り切れる」と助言した。

## 書誌情報
- あづまゆき 『ママは同級生』 秋田書店〈ヤングチャンピオンコミックス〉、全4巻
  1. 2008年12月9日発行、ISBN 978-4-253-14897-9
  2. 2009年10月20日発行、ISBN 978-4-253-14898-6
  3. 2010年10月20日発行、ISBN 978-4-253-14899-3
  4. 2011年9月20日発行、ISBN 978-4-253-14900-6